# Риполль, Сильвен
Сильвен Риполль (фр. Sylvain Ripoll; род. 15 августа 1971, Рен) — французский футболист, полузащитник, тренер. В настоящее время главный тренер клуба «Генгам».
Известен по выступлениям за клуб «Лорьян», в котором позже работал главным тренером. С 2017 по 2023 год — главный тренер молодёжной сборной Франции.

## Карьера
Риполль начал заниматься футболом в местной команде CPB Ginguené, а в 1986 году попал в академию главной команды города, клуб «Ренн».
17 октября 1990 дебютировал за первую команду в матче чемпионата против «Кана» (1:1). Со следующего сезона 1991/92 стал основным игроком команды, но в том же году клуб вылетел из высшего дивизиона. Во 2-м дивизионе Риполь провёл следующие два сезона, а затем ещё один сезон 1994/95 в аренде в «Ле-Мане».
В 1995 году перешёл в клуб «Лорьян», за который отыграл 8 сезонов. Большую часть времени, проведённого в составе «Лорьяна», был основным игроком команды. За это время стал обладателем Кубка Франции в 2002 году, а также принял участие в матче за Суперкубок Франции того же года. Завершил профессиональную карьеру футболиста в 2003 году.
Всего за карьеру провёл 54 матча в Лиге 1 и 238 матчей и 5 голов в Лиге 2.

## Достижения
«Лорьян»
- Обладатель Кубка Франции: 2001/02